# 御津町豊沢
御津町豊沢（みとちょうとよさわ）は、愛知県豊川市の地名。

## 地理
旧御津町北部に位置する。西は蒲郡市、南は御津町広石、北は御津町金野に接する。

### 字一覧
- 赤羽根（あかばね）[WEB 6]
- 石堂野（いしどうの）[WEB 6]
- 入ノ口（いりのくち）[WEB 6]
- 上野山（うえのやま）[WEB 6]
- 後田（うしろだ）[WEB 6]
- 大蔵（おおくら）[WEB 6]
- 大沢（おおさわ）[WEB 6]
- 大坪（おおつぼ）[WEB 6]
- 川原（かわはら）[WEB 6]
- 久蔵（きゆうぞう）[WEB 6]
- 蔵下（くらした）[WEB 6]
- 小沢（こざわ）[WEB 6]
- 小山（こやま）[WEB 6]
- 沢渡（さわたり）[WEB 6]
- 篠川（しのかわ）[WEB 6]
- 杉下（すぎした）[WEB 6]
- 樽美（たるみ）[WEB 6]
- 払田（はらいでん）[WEB 6]
- 引釣（ひきつり）[WEB 6]
- 松田（まつだ）[WEB 6]
- 松ノ下（まつのした）[WEB 6]
- 三沢（みさわ）[WEB 6]
- 弥勒寺（みろくじ）[WEB 6]
- 薬堂（やくどう）[WEB 6]

### 交通
- 愛知県道金野豊川線[1]

### 施設
- 穴観音古墳[1]
- 秋葉神社[1]
- 御舳玉神社[1]
- 浄土宗長松寺[1]
- 曹洞宗大岩寺[1]
- 公民館[1]
- 老人憩いの家[1]
- みどり保育園[1]
- 豊川宝飯斎場会館[1]
- 愛知県立御津高等学校[1]

## 歴史

### 人口の変遷
国勢調査による人口および世帯数の推移。
| 2010年（平成22年） | 147世帯 460人 |  |
| 2015年（平成27年） | 147世帯 421人 |  |
| 2020年（令和2年）  | 152世帯 425人 |  |

### WEB
1. ↑  “愛知県豊川市の町丁・字一覧”.   人口統計ラボ. 2024年5月1日閲覧。
2. ↑  “大字別世帯数人口集計表” (XLSX). 豊川市ホームページ.   豊川市役所. 2024年12月1日閲覧。
3. ↑  “読み仮名データの促音・拗音を小書きで表記するもの(zip形式) 愛知県” (zip).   日本郵便 (2024年2月29日). 2024年3月26日閲覧。
4. ↑  “市外局番の一覧” (PDF).   総務省 (2022年3月1日). 2022年3月22日閲覧。
5. ↑  “ナンバープレートについて”.   一般社団法人愛知県自動車会議所. 2024年1月21日閲覧。
6. 1 2 3 4 5 6 7 8 9 10 11 12 13 14 15 16 17 18 19 20 21 22 23 24  “愛知県豊川市御津町豊沢の住所一覧”.   ゼンリン. 2025年1月13日閲覧。
7. ↑  総務省統計局 (2012年1月20日). “平成22年国勢調査の調査結果(e-Stat) - 男女別人口及び世帯数 －町丁・字等” (CSV). 2021年7月21日閲覧。
8. ↑  総務省統計局 (2017年1月27日). “平成27年国勢調査の調査結果(e-Stat) - 男女別人口及び世帯数 －町丁・字等” (CSV). 2021年7月21日閲覧。
9. ↑  総務省統計局 (2022年2月10日). “令和2年国勢調査の調査結果(e-Stat) - 男女別人口，外国人人口及び世帯数－町丁・字等” (CSV). 2023年8月2日閲覧。

### 書籍
1. 1 2 3 4 5 6 7 8 9 10 11 12 13  「角川日本地名大辞典」編纂委員会 1989, p. 2022.